# Erich Petersen (General)
Erich Petersen (* 25. August 1889 in Heidelberg; † 4. Juli 1963 in Allmannshausen) war ein deutscher General der Flieger der Luftwaffe im Zweiten Weltkrieg.

## Leben
Beförderungen
- 1. April 1922 Hauptmann
- 1. Oktober 1932 Major
- 1. Juli 1935 Oberstleutnant
- 1. Januar 1938 Oberst
- 1. Oktober 1941 Generalmajor (rückwirkend zum 1. September 1941 mit RDA 1. Juni 1940)
- 1. Oktober 1941 Generalleutnant (rückwirkend zum 1. September 1941 mit RDA 1. April 1941)
- 1. November 1942 General der Flieger

Petersen trat am 22. März 1909 aus dem Kadettenkorps kommend als charakterisierter Fähnrich in das 4. Lothringische Infanterie-Regiment Nr. 136 der Preußischen Armee ein und avancierte Ende August 1910 zum Leutnant. Als solcher wurde Petersen Zugführer und im März 1914 in das Schleswig-Holsteinische Infanterie-Regiment Nr. 163 versetzt.
Nach Ausbruch des Ersten Weltkrieges war er in diesem Regiment ab 1915 ununterbrochen an der Westfront als Zug- und Kompanieführer tätig und stieg Ende Januar 1916 zum Oberleutnant auf. 1917 wechselte Petersen als Kompanieführer in das Reserve-Infanterie-Regiment Nr. 31 und 1918 in selbiger Position zum Reserve-Jäger-Bataillon Nr. 18. Für sein Wirken während des Krieges erhielt er neben beiden Klassen des Eisernen Kreuzes das Verwundetenabzeichen in Schwarz sowie das Hamburger Hanseatenkreuz.
Nach Kriegsende erfolgte am 18. Dezember 1918 seine Rückversetzung in sein Stammregiment zurück. Nach der Demobilisierung wechselte er zum 1. Oktober 1919 in das Reichswehr-Infanterie-Regiment 18 über, wo er bis Ende September 1920 verblieb. Anschließend war er bis Ende März 1922 Zugführer im 6. Infanterie-Regiment. Dort stieg er zum 1. April 1922 zum Kompaniechef auf. Am 16. April 1927 wurde er zum Regimentsadjutanten ernannt und zum 1. Januar 1932 in den Stab der 2. Division nach Stettin versetzt. Zum 1. Oktober 1934 wurde er Kommandeur des III. Bataillons im Infanterie-Regiments 27. Am 10. November 1938 übernahm er als Kommandeur das Grenz-Infanterie-Regiment 125 und behielt diese Posten auch nach dessen Umbenennung in Infanterie-Regiment 125.
Während des Zweiten Weltkriegs wurde Petersen am 19. September 1941 vorübergehend in die Führerreserve versetzt und trat zum 1. Oktober 1941 zur Luftwaffe über. Hier übernahm er bis Ende Oktober 1942 als Kommandeur die 7. Flieger-Division und erhielt in dieser Eigenschaft am 27. März 1942 das Deutsche Kreuz in Gold. Zum 1. November 1942 stieg Petersen zum Inspekteur der Luftwaffen-Feldverbände im Reichsluftfahrtministerium auf, was er bis Ende Juli 1943 blieb. Zeitgleich war bis zum 1. Dezember 1942 Kommandierender General des XIII. Fliegerkorps. Anschließend fungierte er vom 20. Juni bis Ende Juli 1943 im Stab des IV. Luftwaffen-Feldkorps, zu dessen Kommandierenden General Petersen am 1. August 1943 ernannt wurde. Dieses führte er bis zum 18. November 1944. Zum 19. November 1944 wurde das IV. Luftwaffen-Feldkorps in das LXXXX. Armee-Korps umbenannt und in das Heer eingegliedert. Entgegen anders lautenden Publikationen wurde Petersen vom Heer nicht als General der Infanterie übernommen, sondern führte das Korps bis Kriegsende weiterhin als Luftwaffenoffizier im Range eines Generals der Flieger.
Am 8. Mai 1945 geriet Petersen in französische Kriegsgefangenschaft und wurde von einem französischen Gericht wegen Kriegsverbrechen angeklagt und schuldig gesprochen. Dies erfolgte in einem Verfahren, wo es um ein Vorgehen der Verbrannten Erde in Frankreich Ende 1944 ging. Der verantwortliche deutsche General Hermann Balck wurde 1950 in Abwesenheit durch das Pariser Militärgericht zu 20 Jahren Zwangsarbeit verurteilt, musste seine Strafe jedoch nie antreten. Neben Balck waren auch der ehemalige Kommandierende General der IV. Luftwaffenfeldkorps, General Petersen, der ehemalige Oberbefehlshaber der 19. Armee, General der Infanterie Friedrich Wiese, und Otto Schiel als ehemalige Kommandeur der 198. Infanterie-Division angeklagt. Wiese wurde freigesprochen. Petersen und Schiel wurde vom französischen Gericht wegen Kriegsverbrechen schuldig gesprochen. Aufgrund einer französischen Verordnung von 1944 mussten aber beide die Strafe doch nicht antreten. Balck gab im Verfahren von Schiel eine eidesstattliche Erklärung ab, wobei er die militärische Notwendigkeit der Zerstörung der Stadt angab und sich nach gültigem Kriegsgesetz handeln sah. Er gab an, dass es für die der Heeresgruppe unterstellen Einheiten, wie es die von Schiel geführte Division war, keine Möglichkeit der Befehlsänderung gab und Zuwiderhandeln zu kriegsgerichtlichen Folgen geführt hätte. Auch Petersen äußerte sich schriftlich im Verfahren und bezieht sich dabei auf die Aussagen von General Balck, was er als Bestätigung für seine und Schiels Unschuld ansah. Am 18. Januar 1950 wurde er entlassen und kehrte nach Deutschland zurück.